# ریتا پناهی
ریتا پناهی (زادهٔ ۱۹۷۶ میلادی) مفسر سیاسی محافظه‌کار مقاله‌نویس ایرانی‌تبار اهل استرالیا است. او یک روزنامه‌نگار در نشریه هرالد سان، متعلق به نیوز کورپ استرالیا، مجری برنامه‌های ریتا پناهی شو، چپی‌ها خل می‌شوند و فرایدی شو در اسکای نیوز استرالیا و مشارکت کننده در برنامه سانرایز در سون نتورک است. او در رادیو با ایستگاه‌های تری‌ای‌دابلیو و توجی‌بی همکاری دارد. دیدگاه‌های او محافظه‌کارانه و راستگرا توصیف شده است.

## اوایل زندگی و تحصیلات
ریتا پناهی در پاین بلاف، آرکانزاس، ایالات متحده، به عنوان فرزند پدر و مادری ایرانی به دنیا آمد. مادرش ماما و پدرش مهندس کشاورزی بود. خانواده‌اش در دوران نوزادی او به ایران بازگشتند و در شهری ساحلی زندگی کردند و قبل از سال ۱۳۵۷ به تهران نقل مکان کردند. در زمان انقلاب ۱۳۵۷ مادرش در بیمارستانی وابسته به شاه کار می‌کرد.
پناهی پدر و مادرش را تحت عنوان «مسلمانانی آرام که گرایش سیاسی خاصی نداشتند» توصیف کرد. با این حال، خانواده او مورد هدف حکومت اسلام‌گرای شیعه آیت‌الله خمینی قرار گرفت. در سال ۱۹۸۴ میلادی، آنها توسط استرالیا به عنوان پناهنده پذیرفته شدند و متعاقباً در ملبورن زندگی کردند.
پناهی همزمان با تحصیل در دانشگاه مانش، در رشته بانکداری مشغول به کار بود، اما تحصیلات خود را در مقطع کارشناسی بازرگانی در رشته مالی به پایان نرساند. او به جناح جوانان حزب کارگر استرالیا پیوست و در مبارزات انتخاباتی ۱۹۹۶ استرالیا داوطلب شد. پناهی به عنوان بانکدار شخصی در کمپانی خدمات مالی کلونیال میوچوآل کار می‌کرد و جوان‌ترین مدیر شعبه در تاریخ این شرکت بود. او یک فرزند دارد و طبق گزارش‌ها در سال ۲۰۱۶ تک والد بود.
هنگامی که به سی سالگی رسید، احساس می‌کرد که فقدان مدرک تحصیلی کاری ناتمام برایش بود، بنابراین تحصیلاتش را در مدرک کارشناسی ارشد مدیریت بازرگانی از دانشگاه سوینبرن به پایان رساند.

## فعالیت‌های رسانه‌ای
پناهی در ابتدا برای روزنامه مسافرتی رایگان ام‌اکس کار کرد و نوشتن مقالات مرتبط با شایعات ورزشی هفتگی را بر عهده داشت. مقالات او برای دو سال پیاپی منتشر شدند و تا سال ۲۰۰۷ او مهمان دائمی ایستگاه رادیویی ورزشی صبحگاهی سن بود. در سپتامبر ۲۰۰۷، پناهی شروع به کار برای هرالد سان کرد که توسط هرالد و ویکلی تایمز (HWT)، یکی از زیرمجموعه‌های نیوز کورپ استرالیا منتشر می‌شود. پناهی همچنین مهمان دائمی شبکه اسکای نیوز استرالیا و برنامه سانرایز در سون نتورک است. او همچنین یک مفسر رادیویی در تری‌ای‌دابلیو و توجی‌بی است.
در مارس ۲۰۱۸، پناهی میزبانی برنامه فرایدی شو را در اسکای نیوز لایو آغاز کرد.

## عقاید
پناهی را محافظه‌کار و راست‌گرا توصیف کرده‌اند. در عین حال، او در برخی از مسائل اجتماعی 'به‌طور شگفت‌آوری' مترقی توصیف شده است. مارگارت سیمونز در مقاله‌ای برای اس‌بی‌اس مشاهده کرد که پناهی از همجنس‌گرا هراسی متنفر است و به نفع زنانی که مادری مجرد را انتخاب می‌کنند صحبت کرده است.
پناهی در برابر اتهامات نژادپرستانه بودن استرالیا به طور سیستماتیک استدلال کرد که استرالیا نباید نژادپرست شناخته شود.
در ژانویه ۲۰۱۷، پناهی توسط حقوق‌دان مایکل کروگر تشویق شد تا برای انتخابات مقدماتی در فرانکستن، ویکتوریا از طرف حزب لیبرال استرالیا شرکت کند.
پناهی یک خداناباور است.

### اسلام
پناهی یک مسلمان سابق است و از جنبه‌های اسلام انتقاد کرده است. او آنچه را که چپ واپس‌گرا می‌داند به حمایت از اسلام‌گرایی در غرب متهم می‌کند و می‌گوید: «مردم رفتارهایی را می‌بخشند که هرگز از سوی غیرمسلمانان تحمل نمی‌کنند». او فمینیست‌های غربی را که انواع پوشش اسلامی مانند برقع، روبنده و حجاب را نمادی از تنوع یا توانمندی می‌دانند، به عنوان نمونه‌ای از چنین حمایت‌های واپس‌گرایانه توصیف کرده است. با این حال، او با ممنوعیت کامل مهاجرت مسلمانان مخالف است. او علیه استفاده از برقع استدلال کرده است و از زنان غربی که در همبستگی با زنان مسلمان حجاب دارند، انتقاد کرده و معتقد است که حجاب یک نماد سیاسی و همچنین مذهبی است و از کودکی در ایران به او تحمیل شده است. او از اظهارات مسلمانان سابق مانند دریا صفایی و یاسمین محمد علیه حجاب حمایت کرده است.
در ژانویه ۲۰۱۵، پناهی با اندرو اوکیف در برنامه سانرایز ویکند بر سر اظهارات او در مورد مسلمانان جر و بحث کرد. پناهی تصریح کرد: «باید در مورد مسائلی که با جامعه مسلمین داریم بحث هوشمندانه شروع کنیم.» اوکیف پاسخ داد: «آیا هر بار که یک مسیحی بنیادگرا در ایالات متحده یک کلینیک سقط جنین را بمباران می‌کند یا یک کنیسه را بمباران می‌کند، ما همه مسیحیان جهان را در این باره مسئول می‌دانیم؟» پناهی پاسخ داد: «اندرو، این یک حرف بی‌مفهوم است... ما باید از انجام کاری که تو الآن انجام دادی دست برداریم و وانمود نکنیم که در حوادث مربوط به ترور و وحشت اسلام مانند هر دین دیگری است.» او در ژانویه ۲۰۱۵ مقاله‌ای با عنوان "اسلام، تو مشکلی بسیار جدی داری" برای روزنامه دیلی تلگراف نوشت. وب‌سایت خبری نیو ماتیلدا نامه سرگشاده یک جوان ۱۸ ساله خارج از کشور را در انتقاد از مقاله پناهی منتشر کرد.

### پناهجویان
او می‌گوید که اردوگاه‌های بازداشت فراساحلی، که توسط سازمان‌های حقوق بشر مورد انتقاد قرار گرفته‌اند ضرورتی ناخوشایند برای بازداشتن افراد ناامید از تلاش برای شرکت در سفرهای دریایی خطرناک و بی‌‌سرانجام است.

### پادشاهی در استرالیا
پناهی گفت که قبلاً طرفدار جمهوری‌خواهی در استرالیا بود اما اکنون از حفظ پادشاهی استرالیا حمایت می‌کند و استدلال می‌کند که سلطنت یک سیستم معیوب است اما «واقعیت این است که برای استرالیا کار می‌کند. ما یک سیستم دولتی باثبات با شخصیتی خوش‌خیم و بسیار تحسین‌شده که علاقه‌ای به دخالت در امور ما ندارد داریم.» او همچنین مخالفت خود را با دیدگاه‌های پیتر فیتزسیمون، رئیس سابق جنبش جمهوری‌خواهی استرالیا اعلام کرده و با ارزیابی سناتور سابق دیوید لیونهلم موافق است که بحث‌های مربوط به سلطنت برای استرالیایی‌های طبقه متوسط مهم نیستند، اما با وسواس خاصی توسط جمهوری‌خواهان مطرح می‌شوند. با این حال، پناهی از اظهارات سیاسی مگان مارکل و شاهزاده هری انتقاد کرده و استدلال می‌کند که آنها میراث ملکه الیزابت را "خراب" کرده‌اند. قبل از مرگ ملکه الیزابت در سال ۲۰۲۲، پناهی معتقد بود که تاج پادشاهی باید به جای پسرش، چارلز، به نوه‌اش شاهزاده ویلیام واگذار شود.

### سیاست‌های ایالات متحده آمریکا
پیش از انتخابات ریاست جمهوری ایالات متحده در ۲۰۲۰، پناهی اظهار داشت که در حالی که درباره دونالد ترامپ اختلاف نظرها و ملاحظاتی دارد، از انتخاب مجدد او حمایت می‌کند و استدلال کرد که پیروزی ترامپ برای امنیت ملی استرالیا نسبت به ریاست جمهوری جو بایدن مفیدتر است. او همچنین رسانه‌ها را به نادیده گرفتن افزایش حمایت سیاه‌پوستان، همجنس‌گرایان و هیسپانیک‌ها از ترامپ متهم کرد تا او را به نژادپرستی متهم کنند.